# راسکال خواب یک دختر خیالی را نمی‌بیند
راسکال خواب یک دختر خیالی را نمی‌بیند (به انگلیسی: Rascal Does Not Dream of a Dreaming Girl) یک فیلم انیمه عاشقانه ماوراء طبیعی محصول ۲۰۱۹ ژاپن است که بر پایه جلد ششم و هفتم از سری لایت ناول‌های بانی گرل سنپای نوشته هاجیمه کاموشیدا و تصویرگری کیجی میزوگوچی اقتباس شده‌است. این فیلم در ابتدا در ژوئن ۲۰۱۹ در ژاپن اکران شد و در اواخر سال ۲۰۱۹ اکران محدودی در سایر مناطق دریافت کرد.